# A lyga
A lyga je nejvyšší fotbalovou ligovou soutěží v Litvě. Je pořádaná Litevskou fotbalovou federací LFF (litevsky Lietuvos Futbolo Federacija). Počet zúčastněných klubů za poslední roky kolísá od 8 do 12. V sezóně 2011 jich bylo osm, v sezóně 2013 devět. Zahájení bývá vzhledem ke klimatickým podmínkám koncem března nebo začátkem dubna, hraje se tedy systémem „jaro-podzim“. Nižší litevskou fotbalovou soutěží je Pirma lyga.

## Nejvíce sezon v lize
Jedná se o kompletní seznam klubů, které se zúčastnilo 33 sezon od sezóny 1991 až do sezóny 2022 (tučně označené).
- 32 sezon: FK Žalgiris
- 29 sezon: FK Atlantas
- 25 sezon: FK Ekranas
- 23 sezon: FK Sūduva
- 20 sezon: FBK Kaunas
- 15 sezon: FK Banga Gorždy, FK Šiauliai
- 13 sezon: FK Inkaras Kaunas
- 11 sezon: FK Dainava Alytus, FK Kareda Kaunas, FK Tauras Tauragė
- 10 sezon: FK Riteriai
- 9 sezon: FK Kauno Žalgiris, FK Nevėžis
- 8 sezon: SK Panerys, FK Vėtra, FK Žalgiris 2
- 7 sezon: FK Kruoja Pakruojis, FK Mažeikiai
- 6 sezon: FK Sirijus Klaipėda, FC Stumbras
- 5 sezon: FK Jonava, SM Vienybė Ukmergė, FK Šilutė, FC Vilnius
- 4 sezon: AFK Neris Vilnius, FK Ponevěž, FK Utenis
- 3 sezon: FK Lokomotyvas, FK Mastis Telsiai'
- 2 sezon: FK Atletas Kaunas, FC Džiugas, SK Geležinis Vilkas, FK Atlantas, FC Hegelmann, FK Interas Visaginas, FC Klaipėda, FK Palanga, Tauras Šiauliai
- 1 sezon: Alsa-Panerys Vilnius, FK Kauno Jėgeriai, FK Minija Kretinga, Ranga-Poli. Kaunas, FK REO Vilnius, Vilija Kaunas

## Mistři

### Litevská republika
- 1922: LFLS Kaunas
- 1923: LFLS Kaunas
- 1924: ŠŠ Kovas Kaunas
- 1925: ŠŠ Kovas Kaunas
- 1926: ŠŠ Kovas Kaunas
- 1927: LFLS Kaunas
- 1928: KSS Klaipėda
- 1929: KSS Klaipėda
- 1930: KSS Klaipėda
- 1931: KSS Klaipėda
- 1932: LFLS Kaunas
- 1933: ŠŠ Kovas Kaunas
- 1934: MSK Kaunas
- 1935: ŠŠ Kovas Kaunas
- 1936/37: ŠŠ Kovas Kaunas
- 1937/38: KSS Klaipėda
- 1938/39: LGSF Kaunas
- 1939–1941: se nehrálo

### Litevská SSR
- 1942/43: LFLS Kaunas
- 1943/44: se nedohrálo
- 1945: FK Spartakas Kaunas
- 1946: FK Dinamo Kaunas
- 1947: FK Lokomotyvas Kaunas
- 1948: FK Elnias Šiauliai
- 1949: FK Elnias Šiauliai
- 1950: FK Inkaras Kaunas
- 1951: FK Inkaras Kaunas
- 1952: FK Saliutas Vilnius
- 1953: FK Elnias Šiauliai
- 1954: FK Inkaras Kaunas
- 1955: FK Lima Kaunas
- 1956: FK Linų Audiniai Plungė
- 1957: FK Elnias Šiauliai
- 1958: FK Elnias Šiauliai
- 1958/59: FK Raudonoji Žvaigždė Vilnius
- 1959/60: FK Elnias Šiauliai
- 1960/61: FK Elnias Šiauliai
- 1961/62: FRK Atletas Kaunas
- 1962/63: FK Statyba Ponevěž
- 1964: FK Inkaras Kaunas
- 1965: FK Inkaras Kaunas
- 1966: FK Nevėžis Kėdainiai
- 1967: FK Saliutas Vilnius
- 1968: FK Statyba Ponevěž
- 1969: Statybininkas Šiauliai
- 1970: FRK Atletas Kaunas
- 1971: FK Pažanga Vilnius
- 1972: FK Nevėžis Kėdainiai
- 1973: FK Nevėžis Kėdainiai
- 1974: FK Tauras Šiauliai
- 1975: FK Dainava Alytus
- 1976: Atmosfera Mažeikiai
- 1977: Statybininkas Šiauliai
- 1978: FK Statyba Ponevěž
- 1979: Statybininkas Šiauliai
- 1980: Granitas Klaipėda
- 1981: Granitas Klaipėda
- 1982: FK Pažanga Vilnius
- 1983: FK Pažanga Vilnius
- 1984: Granitas Klaipėda
- 1985: FK Ekranas Ponevěž
- 1986: FK Banga Kaunas
- 1987: FK Tauras Tauragė
- 1988: SRT Vilnius
- 1989: FK Banga Kaunas

### Litevská republika
Od roku 1990 po získání nezávislosti na SSSR
- 1991: FK Žalgiris (1. titul)
- 1991/92: FK Žalgiris (2)
- 1992/93: FK Ekranas (1)
- 1993/94: FK Mažeikiai (1)
- 1994/95: FK Inkaras Kaunas (1)
- 1995/96: FK Inkaras Kaunas (2)
- 1996/97: FK Kareda Kaunas (1)
- 1997/98: FK Kareda Kaunas (2)
- 1998/99: FK Žalgiris (3)
- 1999: FBK Kaunas (1)
- 2000: FBK Kaunas (2)
- 2001: FBK Kaunas (3)
- 2002: FBK Kaunas (4)
- 2003: FBK Kaunas (5)
- 2004: FBK Kaunas (6)
- 2005: FK Ekranas (2)
- 2006: FBK Kaunas (7)
- 2007: FBK Kaunas (8)
- 2008: FK Ekranas (3)
- 2009: FK Ekranas (4)
- 2010: FK Ekranas (5)
- 2011: FK Ekranas (6)
- 2012: FK Ekranas (7)
- 2013: FK Žalgiris (4)[2]
- 2014: FK Žalgiris (5)
- 2015: FK Žalgiris (6)
- 2016: FK Žalgiris (7)
- 2017: FK Sūduva (1)
- 2018: FK Sūduva (2)
- 2019: FK Sūduva (3)
- 2020: FK Žalgiris (8)
- 2021: FK Žalgiris (9)
- 2022: FK Žalgiris (10)
- 2023: FK Panevėžys (1)
- 2024 : FK Žalgiris (11)

## Nejlepší kluby v historii - podle počtu titulů
Počítá se jen za období samostatnosti ligy od roku 1991.
| Vítězové nejvyšší ligové soutěže |        |                                                                        |
| Klub                             | Tituly | Vítězné ročníky                                                        |
| FK Žalgiris                      | 11     | 1991, 1991/92, 1998/99, 2013, 2014, 2015, 2016, 2020, 2021, 2022, 2024 |
| FBK Kaunas                       | 8      | 1999, 2000, 2001, 2002, 2003, 2004, 2006, 2007                         |
| FK Ekranas                       | 7      | 1992/93, 2005, 2008, 2009, 2010, 2011, 2012                            |
| FK Sūduva                        | 3      | 2017, 2018, 2019                                                       |
| FK Kareda Kaunas                 | 2      | 1996/97, 1997/98                                                       |
| FK Inkaras Kaunas                | 2      | 1994/95, 1995/96                                                       |
| FK Panevėžys                     | 1      | 2023                                                                   |
| FK Mažeikiai                     | 1      | 1993/94                                                                |